# Juraj Kozić
Juraj Kozić (nacido el 24 de marzo de 1995 en Sorengo) es un jugador de baloncesto croata de ascendencia suiza que actualmente pertenece a la plantilla de los Lions de Genève de la LNA, la máxima división suiza. Con 1,98 metros de altura juega en la posición de Alero. Es internacional absoluto con Suiza.

## Trayectoria profesional

### Inicios
Se formó en la cantera del KK Osječki sokol Osijek croata, debutando con el primer equipo de la A1 Liga en la temporada 2012-2013, con tan sólo 17 años.
Disputó 25 partidos de liga con el conjunto de Osijek, promediando 2,4 puntos (57,1 % en tiros libres) y 1,3 rebotes en 13,4 min de media.
Fichó para la temporada 2013-2014 por el KK Jolly Jadranska Banka Šibenik croata.
Disputó 30 partidos de liga y 2 de play-offs con el cuadro de Šibenik, promediando en liga 3,4 puntos (51% en tiros de 2 y 78,6 % en tiros libres) y 1,2 rebotes en 15,3 min de media, mientras que en play-offs promedió 1 rebote en 11 min de media.

### Lugano Tigers
Firmó por el Lugano Tigers suizo para la temporada 2014-2015, permaneciendo en el club hasta 2016. En 2015, se proclamó campeón de la Copa Suiza de Baloncesto y de la Supercopa Suiza de Baloncesto.
En su primera temporada (2014-2015), jugó 10 partidos de liga y 2 de play-offs, promediando en liga 1,9 puntos (77,8 % en tiros libres) en 5,8 min, mientras que en play-offs promedió 3 min de media.
En su segunda y última temporada (2015-2016), jugó 27 partidos de liga y 8 de play-offs, promediando en liga 6,5 puntos (79,4 % en tiros libres), 2,2 rebotes y 1,1 asistencias en 24,1 min, mientras que en play-offs promedió 9,3 puntos (57,9 % en tiros de 2, 48 % en triples y 88,9 % en tiros libres) y 2,3 rebotes en 25,8 min.
Disputó un total de 37 partidos de liga y 10 de play-offs con el conjunto de Lugano entre las dos temporadas, promediando en liga 5,3 puntos (79 % en tiros libres) y 1,7 rebotes en 19,2 min de media, mientras que en play-offs promedió 7,4 puntos (50 % en tiros de 2, 42,9 % en triples y 88,9 % en tiros libres) y 1,8 rebotes en 21,2 min de media.

### Lions de Genève
El 23 de junio de 2016, los Lions de Genève, anunciaron su fichaje para la temporada 2016-2017. Se proclamó campeón de la Copa Suiza de Baloncesto por 2.ª vez en 2017.

## Selección nacional

### Croacia
Fue internacional con las categorías inferiores de la selección de baloncesto de Croacia, disputando el Europeo Sub-18 de 2013, celebrado en Liepāja, Riga y Ventspils, Letonia, donde la selección croata se colgó la medalla de plata tras perder en la final por 74-81 contra la selección turca.
En el Europeo Sub-18 de 2013 jugó 3 partidos con un promedio de 2 puntos y 1,3 rebotes en 6,3 min de media.

### Suiza
Posteriormente, fue internacional con las categorías inferiores de la selección de baloncesto de Suiza, disputando el Europeo Sub-20 División B de 2015, celebrado en Székesfehérvár, Hungría, donde la selección suiza quedó en 13.ª posición.
En el Europeo Sub-20 División B de 2015 jugó 7 partidos con un promedio de 11,3 puntos (52,1 % en tiros de 2 y 72,7 % en tiros libres), 1,7 rebotes, 2,3 asistencias y 1 robo en 29,6 min de media. Fue el máximo asistente de su selección.
Finalizó el Europeo Sub-20 División B de 2015 con el 12.º mejor % de tiros de 2.
Debutó con la selección de baloncesto de Suiza en la Clasificación para el EuroBasket 2017, celebrado entre Finlandia, Israel, Rumania y Turquía, no logrando Suiza clasificarse.
Jugó 3 partidos con un promedio de 3 puntos (100% en triples y 100% en tiros libres) y 1 rebote en 9,1 min de media.